# 박창옥

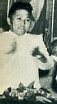

박창옥(朴昌玉, ? ~ 1958년)은 소비에트 연방의 교육자이자 조선민주주의인민공화국 건국 초기의 정치인이다.
일찍이 러시아로 건너가 생활하였다. 하바롭스크의 조선사범대학교를 졸업한 후 교원생활을 하였고, 1945년 10월 소련파의 거물로 활동하였다.
1953년부터는 조선로동당 정치국원이었다. 1954년 3월 부총리 겸 국가계획위원회 위원장이 되었으나 김일성에 의해서 '주체'를 상실한 교조주의, 형식주의자의 대표적인 표본으로 비판받게 되었다. 1956년 8월 반김일성운동을 펴다가 실패하였고 56년 8월 30일의 조선노동당 중앙위 8월 전원회의에서 연안파 최창익 등과 함께 김일성의 일인독재화를 지적하며 김일성을 정면으로 비판하였다. 이는 '8월 종파 사건'으로 비화되었다. 이는 김일성으로 하여금 연안파, 국내파, 소련파 모두를 숙청하는 빌미를 제공했고, 박창옥도 그해 9월 숙청되었다.

## 같이 보기
- 최창익
- 김일성
- 연안파
- 허가이
- 김무정
- 김원봉
- 리강국
- 리승엽
- 허헌
- 림화
- 김두봉

## 참고자료
째르치즈스키, 표도르(이휘성) (2023). 〈'소련파의 김일성' 박창옥〉. 《북한과 소련: 잊혀진 인물과 에피소드》. 파주: 한울아카데미. 380~403쪽. ISBN 9788946074668. 